# Arusiano Mesio
Arusiano Mesio (Arusianus Messus  o Arusianus Messius floruit en 395) fue un gramático romano que vivió en el siglo IV. Probablemente era de origen aristocrático.

## Obra
Fue autor de una pequeña obra que ha sobrevivido intitulada Exempla Elocutionum («Ejemplos de estilo»), dedicada a los cónsules del año 395, Olibrio y Probino. Contiene una lista alfabética, principalmente de citas de obras de Virgilio, Salustio, Terencio y Cicerón. Sirvió para el estudio de retórica y fue utilizada más tarde por Casiodoro.
Los cuatro autores mencionados son llamados Quadriga Messi («“cuadriga» de Mesio”). Sus obras fueron utilizadas como libros didácticos desde la Antigüedad tardía hasta el Renacimiento. Los Exempla también son importantes porque contienen fragmentos de las Historias de Salustio que no han pervivido de otra manera.